# 拉布耶 (滨海塞纳省)
拉布耶（法語：La Bouille，法語發音：[la buj]）是法国滨海塞纳省的一个市镇，属于鲁昂区。

## 地理
拉布耶（49°21'4"N, 0°55'54"E）面积1.27 平方千米，位于法国诺曼底大区滨海塞纳省，该省份为法国北部沿海省份，其西部及北部濒大西洋英吉利海峡，东起顺时针与索姆省、瓦兹省、厄尔省和卡爾瓦多斯省接壤。
与拉布耶接壤的市镇（或旧市镇、城区）包括：科蒙、圣旺德图贝维尔、穆利诺、萨于尔。

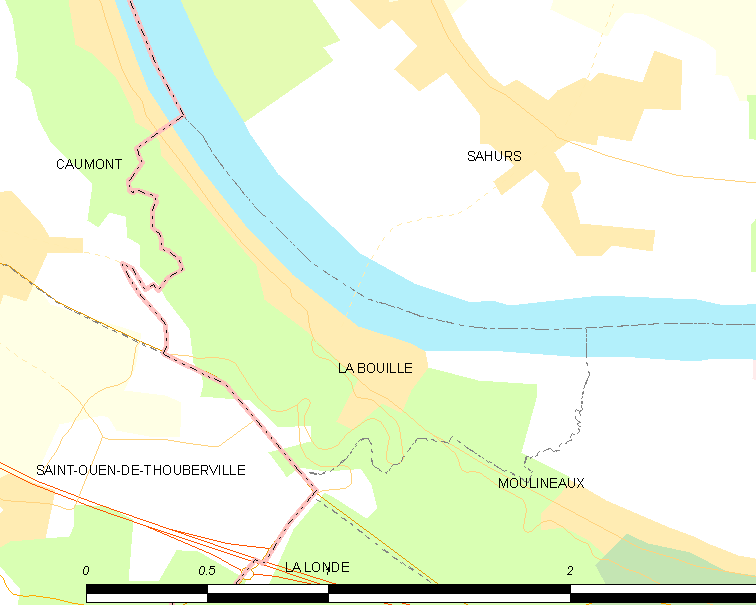
的OSM定位图

拉布耶的时区为UTC+01:00、UTC+02:00（夏令时）。

## 行政
拉布耶的邮政编码为76530，INSEE市镇编码为76131。

## 政治
拉布耶所属的省级选区为埃尔伯夫县。

## 人口

1962-2008年间人口变化图示

拉布耶于2022年1月1日时的人口数量为710人。